# Las hermanas Gilda
Las hermanas Gilda es una serie de historietas creada por el autor español Vázquez en 1949 y protagonizada por dos hermanas solteronas, llamadas Leovigilda y Hermenegilda, que viven juntas. Los nombres de la serie y de sus protagonistas remiten a la película "Gilda", estrenada tres años antes en España, así como al conflicto mortal entre los gobernantes visigodos Leovigildo y Hermenegildo, que, además, eran padre e hijo. Es una de las cuatro obras más célebres de su autor, junto a las posteriores La familia Cebolleta (1951), Anacleto, agente secreto (1965), y Los cuentos del Tío Vázquez (1968).

## Trayectoria editorial
La serie apareció por primera vez en el número 49 de la revista Pulgarcito y posteriormente en otras publicaciones de Bruguera, como Gran Pulgarcito o El DDT.
Durante parte de la década de 1960, la historieta fue realizada por un equipo de dibujantes sin intervención de su creador.
Cabe mencionar que en el número 5 del fanzine erótico granadino Espuma, publicado en 1995, aparece una historia de Vázquez realmente inusual. Se trata de una historieta pornográfica en la que el propio Vázquez anima a sus criaturas más conocidas: las Hermanas Gilda y Anacleto, agente secreto, a practicar un menage à trois, con resultados, como se puede esperar, escandalosos.

## Argumento
Hermenegilda y Leovigilda, solteronas, son opuestas entre sí, como muestra su caracterización física: Herme es morena, rellenita, con el pelo recogido en un característico moño; Leo es alta y delgada, de pelo rubio. Ambas son poco agraciadas. Hermenegilda es inocente y tontorrona, y persigue incansablemente un marido, mientras que Leovigilda, más madura, escéptica y con un carácter agrio, intenta frustrar siempre a su hermana pequeña. 
Hermenegilda y Leovigilda representan la frustración y represión sexual de posguerra, además de constituir una crítica mordaz de las relaciones familiares. Su convivencia es una continua fuente de conflictos en los que, como es característico de las historietas de Bruguera, abundan las agresiones físicas. Según Luis Gasca, su relación puede compararse a la que trece años después, Joan Crawford y Bette Davis  mostrarían en What Ever Happened to Baby Jane? de Robert Aldrich.
A partir de la promulgación del Decreto de 24 de junio de 1955 sobre ordenación de la prensa infantil y juvenil, se redujo su tono adulto, desapareciendo las persecuciones a los novios.

## Estilo
"Las hermanas Gilda" se caracterizaba en sus primeros años por una comicidad vertiginosa, semejante a la del cine cómico mudo, que estaba presente también en otras obras del autor, como Heliodoro Hipotenuso y Currito Farola, er Niño e la Bola. También predominaba la reducción al absurdo.
Gráficamente, la serie evolucionó enormemente desde el dibujo groseramente caricaturesco de sus inicios, tornándose cada vez más elegante.

## Legado
En 2000, y dentro de una serie filatélica titulada "Cómics, personajes de tebeo" y emitida por Correos y Telégrafos entre los años 1997 y 2001, se incluyó un sello dedicado a Las Hermanas Gilda.

## Adaptaciones a otros medios
En la película El gran Vázquez, las dos hermanas aparecen en varias escenas. El trabajo fue realizado por Phillip Vallentin para la empresa Espresso Animation.